# Carel van de Putte
Carel van de Putte of Karel van de Putte (Vlissingen 11 januari 1634 - aldaar 17 april 1695) was een zeventiende-eeuws Nederlands admiraal.
Carel van de Putte werd op 11 januari 1634 in Vlissingen geboren als zoon van Reinier van de Putte, zelf zoon van apotheker Pieter Reinierszoon van de Putte, en Catharina van Goch. Hij was het eerste kind van zijn ouders en hun huwelijk was een "moetje".
Carel ging al vroeg varen, eerst op de koopvaardij en op kaperschepen. Tijdens de Tweede Engels-Nederlandse Oorlog werd hij op 23 augustus 1666 extra-ordinaris-kapitein bij de Admiraliteit van Zeeland. Tijdens de Derde Engels-Nederlandse Oorlog werd hij in 1672 vol kapitein-ter-zee, op de Ter Goes van 32 stukken. In 1673 commandeerde hij de Domburg van 60 stukken en in 1674 de Vlissingen van 50 stukken. Op 20 september 1679 werd hij bevorderd tot schout-bij-nacht en op 1 april 1684 tot viceadmiraal.
In 1688 deed Van de Putte mee aan de invasie van Engeland door stadhouder Willem III tijdens de Glorieuze Revolutie. Tijdens de Slag bij Bevesier commandeerde hij de achterdivisie van de voorhoede onder Cornelis Evertsen de Jongste op de Gekroonde Burg van 62 stukken. Zijn schip werd reddeloos geschoten en moest tijdens de vlucht van de Brits-Nederlandse vloot in brand worden gestoken om verovering door de Fransen te voorkomen. In 1692 vocht Van de Putte met meer succes tijdens de Zeeslagen bij Barfleur en La Hougue, op de Coninck William van 92 stukken. In 1694 deed hij mee met de aanval op Brest in de Slag bij Camaret.
Van de Putte huwde in 1685 met Johanna Cornelia Biscop. Een van zijn zoons was de ontdekkingsreiziger Samuel van der Putte (1690-1745). In latere jaren werd Van de Putte ziekelijk en overleed op 17 april 1695 in zijn huis te Vlissingen alwaar hij begraven werd in de Grote Kerk.